# Damir Zamora
Damir Zamora (Buenaventura, Valle del Cauca Colombia; 13 de julio de 1996) es un futbolista colombiano. Se puede desempeñar como defensor central, lateral izquierdo o volante de contención.

## Trayectoria

### Millonarios FC
Se inició futbolísticamente a los 7 años hizo parte de una escuela de fútbol de Buenaventura llamada “Promesas del futuro”. Después a los 12 años fue a Cali a jugar con Club Atlético Boca Juniors de Cali y a los 17 años llegó a las inferiores de Millonarios, allí el profesor Cerveleón Cuesta necesitaba un defensa central para la sub-20 y había escuchado de él y básicamente lo pidió, diciéndole que quería que hiciera parte de su equipo, pues buscaba un defensa con las cualidades de él y así fue como llegó a Bogotá y allí se consolidó en la sub-20 del profe Cuesta y luego con el profesor Nelson “el Rolo” Flórez. En 2017 subió al primer equipo de Millonarios.

### Valledupar FC
El 5 de enero de 2018 es presentado como nuevo jugador del Valledupar Fútbol Club cedido por el convenio con las inferiores de Millonarios FC.

### Tigres. FC
El 19 de enero de 2021  es presentado como nuevo jugador de Tigres

## Clubes
| Club             | País           | Año         |
| ---------------- | -------------- | ----------- |
| Millonarios      | Colombia       | 2017        |
| Valledupar F. C. | Colombia       | 2018 - 2019 |
| La Equidad       | Colombia       | 2020        |
| Tigres           | Colombia       | 2021        |
| Real Cartagena   | Colombia       | 2023        |
| Miami City       | Estados Unidos | 2024        |

## Estadísticas
| Millonarios · Colombia |               |               |    |   |   |   |   |    |    |   |
| 1.ª | 2017          | 1             | 0  | 0 | 0 | — | — | 1  | 0  |   |
| Total club | Total club    | 1             | 0  | 0 | 0 | 0 | 0 | 1  | 0  |   |
| Valledupar · Colombia |               |               |    |   |   |   |   |    |    |   |
| 2.ª | 2018          | 2             | 0  | 0 | 0 | — | — | 2  | 0  |   |
| 2.ª | 2019          | 0             | 0  | 5 | 0 | — | — | 5  | 0  |   |
| Total club | Total club    | 2             | 0  | 5 | 0 | 0 | 0 | 7  | 0  |   |
| La Equidad · Colombia |               |               |    |   |   |   |   |    |    |   |
| 1.ª | 2020          | 1             | 0  | 1 | 0 | — | — | 2  | 0  |   |
| Total club | Total club    | 1             | 0  | 1 | 0 | 0 | 0 | 2  | 0  |   |
| Tigres · Colombia |               |               |    |   |   |   |   |    |    |   |
| 2.ª | 2021          | 11            | 0  | 1 | 0 | — | — | 12 | 0  |   |
| Total club | Total club    | 11            | 0  | 1 | 0 | 0 | 0 | 12 | 0  |   |
| Total carrera | Total carrera | Total carrera | 15 | 0 | 7 | 0 | 0 | 0  | 22 | 0 |
| (1) Incluye datos de la Copa Colombia . (2) Incluye datos de Copa Libertadores. (3) No incluye goles en partidos amistosos. |               |               |    |   |   |   |   |    |    |   |

## Palmarés

### Torneos nacionales
| Torneo              | Club        | Sede     | Año  |
| ------------------- | ----------- | -------- | ---- |
| Torneo Finalización | Millonarios | Colombia | 2017 |